# 강촌역
강촌역(江村驛, Gangchon station)은 강원특별자치도 춘천시 남산면 방곡리에 있는 경춘선의 전철역이다. 2010년 12월 21일에 경춘선 복선 전철이 개통되면서 기존 강촌리에 있던 역이 방곡리로 이전하였으나, 역명은 그대로 강촌(江村)이다. 경춘선 복선 전철화 개통 전의 구 강촌역은 모든 열차가 정차하였으나, 수도권 전철 경춘선 개통 후의 신 강촌역은 전동차 중 평일 급행 열차를 제외한 모든 열차가 정차하였고, 2011년 8월 1일부터 평일에도 급행열차가 정차하게 되었으며, 2012년 2월 ITX-청춘 개통 관계로 급행열차는 더 이상 운행되지 않다가 2017년 1월 평일 급행 열차가 운행을 재개하였다.
구 강촌역은 강촌리에 위치하고 있었으며 강변에 있어 북한강의 경치를 볼 수도 있었으나, 신 강촌역은 구 강촌역과 600m 정도 떨어진 곳에 건설되어 더 이상 강촌역에서는 북한강을 볼 수 없게 되었으나, 백양리역에서는 북한강과 인접하여, 현재에는 이 역이 아닌 백양리역에서 북한강 경치를 쉽게 접할 수 있다. 2012년 8월 민간사업자인 ㈜강촌레일파크가 구 강촌역 인근 경춘선 철로를 활용하여 현재 레일바이크를 운행 중이다. 
경춘선의 철도역이다.

## 역사
- 1939년 7월 20일 : 강촌리 산88-2에서 무배치간이역으로 영업 개시[1]
- 1961년 7월 31일 : 배치간이역으로 승격
- 1968년 4월 1일 : 백양리역 관리역 지정
- 1976년 7월 10일 : 화물 취급 중지[2]
- 1978년 12월 1일 : 역사준공 및 광장확장
- 1998년 : 구 역사 준공
- 2003년 4월 30일 : 운전간이역으로 승격[3]
- 2010년 12월 21일 : 경춘선 복선 전철화 사업 개통으로 성북 기점 70.1 km에서 망우 기점 62.9 km로 변경[4], 방곡리로 역사 이전, 수도권 전철 경춘선의 전철역이 됨
- 2011년 8월 1일 : 평일 급행열차 정차 개시
- 2012년 2월 28일 : ITX-청춘 운행 개시 및 급행열차 운행 종료
- 2012년 8월 : ㈜강촌레일파크에서 구 강촌역~구 김유정역 구간에 레일바이크 운행 개통
- 2017년 1월 31일 : 평일에 한하여 왕복 5회 급행열차의 운행이 재개

## 역 구조
2면 4선의 쌍섬식 승강장이 있는 지상역이다. 스크린도어가 설치되어 있다.

### 승강장
| ↑ 백양리        |
| ４３ \| ２１ \| |
| 김유정 ↓        |

| 1·2 | ● 수도권 전철 경춘선, ITX-청춘 | 김유정 · 남춘천 · 춘천 방면               |
| 3·4 | ● 수도권 전철 경춘선, ITX-청춘 | 가평 · 상봉 · 청량리 · 광운대 · 용산 방면 |

## 역 주변
| 나가는 곳 | 방면                                    |
| --------- | --------------------------------------- |
| 1         | 창촌중학교 송곡대학교 강촌유원지 검봉산 |

## 이용객 변동
경춘선의 2010년 자료는 개통일인 2010년 12월 21일부터 12월 31일까지인 11일치만이 반영된 것이며, ITX-청춘의 2012년 자료는 운행 개시일인 2012년 2월 28일부터 12월 31일까지인 308일치만이 반영된 것이다.
| 노선     | 노선 | 일평균 인원수 (명/일) | 일평균 인원수 (명/일) | 일평균 인원수 (명/일) | 일평균 인원수 (명/일) | 일평균 인원수 (명/일) | 일평균 인원수 (명/일) | 일평균 인원수 (명/일) | 일평균 인원수 (명/일) | 일평균 인원수 (명/일) | 일평균 인원수 (명/일) | 일평균 인원수 (명/일) | 일평균 인원수 (명/일) | 일평균 인원수 (명/일) | 일평균 인원수 (명/일) | 각주  |
| 노선     | 노선 | 2010년                | 2011년                | 2012년                | 2013년                | 2014년                | 2015년                | 2016년                | 2017년                | 2018년                | 2019년                | 2020년                | 2021년                | 2022년                | 2023년                | 각주  |
| -------- | ---- | --------------------- | --------------------- | --------------------- | --------------------- | --------------------- | --------------------- | --------------------- | --------------------- | --------------------- | --------------------- | --------------------- | --------------------- | --------------------- | --------------------- | ----- |
| 경춘선   | 승차 | 1,411                 | 1,326                 | 1,149                 | 1,158                 | 1,089                 | 1,024                 | 912                   | 805                   | 717                   | 660                   | 440                   | 486                   | 536                   | 570                   | [ 5 ] |
| 경춘선   | 하차 | 1,440                 | 1,377                 | 1,175                 | 1,138                 | 1,081                 | 922                   | 780                   | 713                   | 642                   | 586                   | 427                   | 479                   | 516                   | 538                   | [ 5 ] |
| ITX-청춘 | 승차 | 미개통                | 미개통                | 184                   | 410                   | 203                   | 173                   | 145                   | 132                   | 102                   | 90                    | 57                    | 58                    | 58                    | 62                    | [ 5 ] |
| ITX-청춘 | 하차 | 미개통                | 미개통                | 182                   | 403                   | 202                   | 177                   | 148                   | 116                   | 93                    | 86                    | 57                    | 62                    | 61                    | 65                    | [ 5 ] |

## 사진

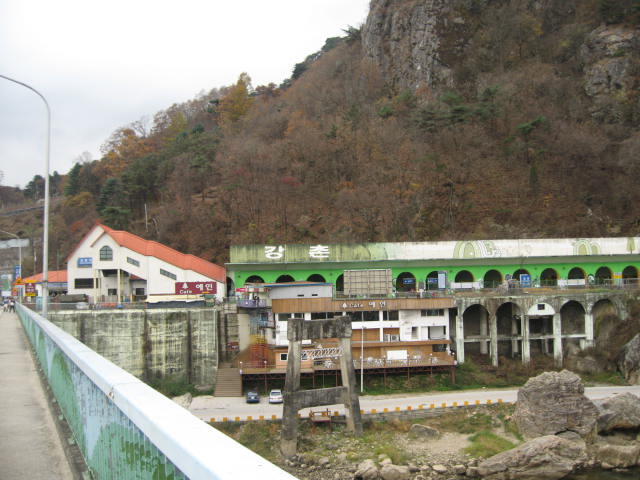
강촌역 구 역사
강촌역 앞의 통일호 열차(1980년대)

## 인접한 역
| 경춘선                                  | 경춘선                    | 경춘선                |
| --------------------------------------- | ------------------------- | --------------------- |
| 가평 용산 방면                          | ITX-청춘 경춘선           | 남춘천 춘천 방면      |
| P136 백양리 상봉 · 청량리 · 광운대 방면 | ● 수도권 전철 경춘선 완행 | P138 김유정 춘천 방면 |
| P134 가평 청량리 방면                   | ● 수도권 전철 경춘선 급행 | P139 남춘천 춘천 방면 |